# Contratto carnale
Contratto carnale è un film del 1973 diretto da Giorgio Bontempi.